# Ahmad ben al-Qasim Kannun
Abû al-`Aych Ahmad ibn al-Qâsim Kannûn (arabe :أبو العيش أحمد بنالقاسم كنون [abū al-`ayš aḥmad ben al-qasim kannūn]) succéda à son père Al-Qâsim Kannûn ben Ibrâhîm  comme sultan idrisside en 949. Il est mort en 954 m. (343 h.)

## Histoire
Ahmad ben al-Qâsim Kannûn refusa l'allégeance envers les Fatimides et se mit au service du seigneur de l'Andalousie `Abd ar-Rahman an-Nasir. Il mena de nombreuses batailles autour de l'Andalousie et mourut au cours de l'une d'elles en 954.

## Source
- Charles-André Julien, Histoire de l'Afrique du Nord, des origines à 1830, édition originale 1931, réédition Payot, Paris, 1994